# William Mustard
William Thornton Moutarde (8 août 1914 - 11 décembre 1987) est un médecin et chirurgien cardiaque canadien. En 1949, il est l'un des premiers à pratiquer une chirurgie à cœur ouvert à l'aide d'une pompe cardiaque mécanique et d'un poumon biologique sur un chien à l'Institut Banting. Il développe deux opérations qui portent son nom : « l'opération Mustard » en orthopédie utilisée pour aider l'utilisation de la hanche chez les personnes atteintes de poliomyélite et la « procédure cardiovasculaire Mustard » utilisée pour aider à corriger les problèmes cardiaques chez les « bébés bleus », qui a sauvé des milliers d'enfants dans le monde. Il est également le premier à traiter le Syndrome de Bland-White-Garland avec une anastomose bout à bout de l'artère carotide gauche en 1953.

## Éducation et formation
Fils de Thornton et Pearl (Macdonald) Mustard, il est né à Clinton, en Ontario, et est diplômé des écoles de l'Université de Toronto. En 1937, il obtient un diplôme en médecine de l'Université de Toronto,. Il passe l'année suivante en stage au Toronto General Hospital et l'année suivante en stage en chirurgie au Hospital for Sick Children. Il suit ensuite une formation au New York Orthopaedic Hospital. En 1940, il retourne à Toronto et passe six mois de formation en chirurgie générale, en maladies pulmonaires et en neurochirurgie.

## Service de la Seconde Guerre mondiale
En 1941, il s'enrôle dans le Corps de santé royal canadien où il sert d'abord comme premier lieutenant avant de devenir major. Pendant la Seconde Guerre mondiale, il lance une opération qui aide à garder le membre d'un patient avec de graves lésions artérielles plutôt que de l'amputer. En 1944, il effectue une opération sur une jambe d'un soldat  ce qui lui vaut de recevoir l'Ordre de l'Empire britannique. En 1941, il épouse Elise Howe. Ils ont sept enfants.

## Carrière
Après la guerre, il retourne à Toronto et est résident en chef à l'Hospital for Sick Children pendant six mois. Il passe une autre année au New York Orthopaedic Hospital avant d'être nommé chirurgien à l'Hospital for Sick Children en 1947. Il passe un mois à s'entraîner avec Alfred Blalock à Baltimore. En 1957, il est nommé chef de la chirurgie cardiovasculaire et prend sa retraite en 1976.
En 1976, il est nommé Officier de l'Ordre du Canada "en reconnaissance de ses nombreuses réalisations dans le domaine de la médecine, notamment en tant que chirurgien cardiaque de renommée internationale". En 1975, il reçoit le prix Gairdner. En 1995, il est intronisé au Temple de la renommée médicale canadienne.
Il est mort d'une crise cardiaque massive en 1987.